# Anne Frank, la mia migliore amica
Anne Frank, la mia migliore amica (Mijn beste vriendin Anne Frank) è un film del 2021 diretto da Ben Sombogaart.
Film drammatico olandese che racconta l'amicizia tra Hanneli Goslar e Anna Frank dal punto di vista della prima. È liberamente ispirato al libro Mi ricordo Anna Frank - Riflessioni di un'amica di infanzia (Memories of Anne Frank: Reflections of a Childhood Friend) scritto dall'autrice americana Alison Leslie Gold. Si tratta del primo film cinematografico olandese sulla vita di Anna Frank, interpretato da Aiko Beemsterboer nel ruolo di Anna e da Josephine Arendsen in quello della Goslar.
Il film è stato in parte girato in Ungheria.

## Trama
Hanneli Goslar e Anna Frank sono amiche nei Paesi Bassi occupati.
A differenza dell'amica, Hanneli non riesce a nascondersi ma riesce ad avere, grazie a uno zio svizzero, un passaporto sudamericano. Ciò la salva dai primi rastrellamenti, ma alla fine viene comunque arrestata nell'estate del 1943. Insieme al padre e alla sorellina Gabi (la madre era morta di parto) verrà internata per mesi nel campo di Westerbork, per poi essere trasferita nel campo di concentramento di Bergen-Belsen. Hanneli, il padre e la sorella facevano parte di un gruppo di ebrei utilizzati per fare scambi con le forze alleate e vissero quindi in condizioni leggermente migliori degli altri internati. Il possesso del passaporto di uno stato neutrale alla guerra permetteva loro di ricevere minuscoli aiuti da parte della Croce Rossa e Mezzaluna Rossa Internazionale.
Proprio nel campo rivedrà per l'ultima volta Anna Frank, e troverà la morte il padre; Hanneli e Gabi si salveranno e si trasferiranno, aiutate da Otto Frank, in Israele.

## Accoglienza
La trasposizione vinse il Golden Film Award nell'ottobre 2021 dopo aver venduto 100.000 biglietti.

## Distribuzione
Il 1º febbraio 2022 è stato distribuito da Netflix a livello internazionale.